# 종교문학
종교문학(宗敎文學)은 종교의 교리나 가르침 또는 작가 자신의 신앙과 종교적 이념을 우화, 소설, 동화 등의 형식으로 소개하는 문학을 말한다. 성경의 일부분도 비유, 환상등 종교적 상상력이 들어있다는 점에서 종교문학이라고 볼 수 있다. 대표적인 종교문학으로는 영국의 평신도 설교자인 존 번연의 《천로역정》이 있다. 